# Кун Сяндун
Кун Сяндун (в старых источниках Кун Сян Тун, кит. 孔祥東; род. 22 октября 1968, Шанхай) — китайский пианист.
В раннем детстве, в годы Культурной революции в Китае, тайно занимался музыкой со своей матерью, используя клавиатуру, нарисованную на кухонном столе. Затем поступил в Шанхайскую консерваторию, где учился у Фань Далэя. В десятилетнем возрасте стал одним из юных китайских музыкантов, появившихся в документальном кинофильме «От Мао к Моцарту», рассказывавшем о буме академической музыки в КНР. В 1986 г. принял участие в Международном конкурсе имени П. И. Чайковского, заняв седьмое место; обозреватель отмечал в его исполнении «чистоту колорита, изящество», хотя «детали и фон подчас заслоняли главную мелодическую линию».
Завершив своё образование на родине, Кун Сяндун продолжил его в США в Университете Бригама Янга и в 1988 г. выиграл Международный конкурс пианистов имени Джины Бахауэр, что дало ему возможность дебютировать с концертом в Нью-Йорке, критика отмечала особенную успешность пианиста в эффектных бравурных сочинениях. Затем завершил свою профессиональную подготовку в Кёртисовском институте. В 1992 г. выиграл также Сиднейский международный конкурс пианистов. В 1995 г. выступил на концертной площадке «Голливудская чаша» с Лос-Анджелесским филармоническим оркестром, исполнив Второй концерт Сергея Рахманинова, любимое сочинение своего китайского наставника.
В 1999 г. Кун Сяндун выступил с концертом в Лхасе, совместно с Джорджо Мородером, с которым сотрудничал и в дальнейшем (в частности, два музыканта вместе написали песню «Друзья навеки», участвовавшую в конкурсе на официальную песню Летних Олимпийских игр 2008 года в Пекине).